# Sonny Kiss
Hassan Aziz, noto con lo pseudonimo Sonny Kiss (Jersey City, 11 dicembre 1993), è un wrestler e ballerino statunitense.

## Biografia
Hassan Aziz nacque e crebbe a Jersey City nel New Jersey. Da adolescente frequentò una scuola d'arte dove studiò danza.

## Carriera

### Circuito indipendente e Lucha Underground (2011–2019)
Sonny Kiss debuttò nel mondo del wrestling come manager/valletto nel novembre 2011 all'età di 17 anni. Nel settembre 2013 esordì sul ring come wrestler nella East Coast Pro Wrestling in New Jersey. Successivamente lottò in varie federazioni minori facenti parte del circuito indipendente statunitense come Full Impact Pro ed Evolve.
Il 27 giugno 2018 passò alla Lucha Underground dove con il ring name "XO Lichus" sconfisse Jack Evans. L'8 agosto 2018, in coppia con Ivelisse, fu sconfitto da Joey Ryan e Jack Evans. Vinse poi il rematch contro Jack Evans il 29 agosto dello stesso anno. Il 29 settembre ebbe il primo match titolato combattendo insieme a Ivelisse e Joey Ryan per il Trios Title, ma perse con i Reptile Tribe (Luchasaurus, Daga e Kobra Moon). Il trio fu in seguito sconfitto dai Rabbit Tribe (Paul London, El Bunny e The White Rabbit).

### All Elite Wrestling (2019–2023)
Viste le sue doti acrobatiche nel ring e il suo look immediatamente riconoscibile, nel febbraio 2019 Sonny Kiss viene messo sotto contratto dalla All Elite Wrestling. Al pay-per-view inaugurale della AEW, Double or Nothing del 25 maggio 2019, Kiss partecipò alla 21-man Casino Battle Royale, ma fu eliminato da Tommy Dreamer. All'evento Fight for the Fallen il 13 luglio, Kiss sconfisse Peter Avalon. Nel marzo 2020 formò un tag team con Joey Janela. Il 15 luglio a Fight for the Fallen Kiss sfidò Cody Rhodes per il titolo AEW TNT Championship, ma venne sconfitto. Al ppv All Out prese parte nuovamente alla Casino Battle Royale, venendo eliminato da Brian Cage. In ottobre, Kiss prese parte a un torneo per determinare lo sfidante numero uno al titolo AEW World Championship, ma fu eliminato al primo round da Kenny Omega.

## Vita privata
Kiss si dichiara apertamente omosessuale e risponde sia a pronomi maschili sia femminili nonostante si identificasse in precedenza come individuo di sesso esclusivamente maschile. In numerose interviste ha raccontato e descritto le sue esperienze con l'omofobia nel mondo del wrestling. Durante il podcast Table Talk di D-Von Dudley disse: «Sono nello spogliatoio femminile, ma lotto nel roster maschile [per quanto riguarda le competizioni sul ring]. Mi piace che la AEW mi permetta di abbracciare la mia ambiguità di genere».
Nel novembre 2020 ha acquisito un dottorato in scienze in fisiologia.
Kiss segue una dieta vegetariana.
Tra le sue maggiori influenze ha citato Chyna, Rob Van Dam, Rey Mysterio, Trish Stratus, Lita, The Hardy Boyz, Jazz, Sharmell, Molly Holly, Victoria, Alicia Fox, Gail Kim e Jacqueline, insieme ai mentori Dustin Rhodes, Hulk Hogan, Chris Jericho e Billy Gunn.

## Titoli e riconoscimenti
- American Championship Wrestling
  - ACE Fight Or Flight Champion (1)[21]
- East Coast Professional Wrestling
  - East Coast Light Heavyweight Championship (1)[22]
- Pro Wrestling Illustrated
  - 164º posto nella lista dei 500 migliori wrestler singoli nei PWI 500 del 2020[23]
- Tier 1 Wrestling
  - Tier 1 Championship (1)[24]
- Warriors of Wrestling
  - WOW No Limits Championship (1)[25]
  - WOW Heavyweight Championship (1)[26]
  - King of New York (2018)